# Empress of Canada (paquebot, 1928)
Pour les autres navires du même nom, voir RMS Empress of Canada.
 (avril 2021).
Si vous disposez d'ouvrages ou d'articles de référence ou si vous connaissez des sites web de qualité traitant du thème abordé ici, merci de compléter l'article en donnant les références utiles à sa vérifiabilité et en les liant à la section « Notes et références ».
Le SS Duchess of Richmond est un paquebot construit en 1928 pour la Canadian Pacific Steamships par John Brown & Company à Clydebank, en Écosse. En 1947, il est rebaptisé SS Empress of Canada. Le 25 janvier 1953, un incendie se déclare à bord alors qu'il est au quai à Liverpool. et il chavire. Renfloué, il est ferraillé l'année suivante à La Spezia. 

## Duchess of Richmond
Le Duchess of Richmond est l'un des nombreux paquebots de la Canadian Pacific Steamships qui sont connus sous le nom de « Drunken Duchesses » (« les duchesses ivres ») pour leur « performance dynamique par mer agitée ». Il s'agit du sister-ship des SS Duchess of York, SS Duchess of Bedford (en) et SS Duchess of Atholl.
En mars 1929, ce paquebot de 20 022 tjb commence à assurer une liaison transatlantique d'été entre Montréal (Canada) et Liverpool (Royaume-Uni) et une liaison d'hiver à partir du port de Saint Jean (Canada). Le 27 avril 1929, il s'échoue à Saint Jean. Ses passagers sont débarqués et il est renfloué le jour suivant,.

## Transport de troupes
Pendant la Seconde Guerre mondiale, le Duchess of Richmond est réquisitionné comme transport de troupes et joue également un rôle dans le transport de la Mission Tizard, qui apporte des équipements et des plans militaires secrets anglais aux États-Unis. Le 6 septembre 1940, il arrive à Halifax, en Nouvelle-Écosse (Canada) et y débarque des équipements hautement secrets et importants tels que le magnétron à cavité. La Mission poursuit ensuite sa route par voie terrestre vers les États-Unis. Il transporte également des troupes vers l'Afrique du Nord, s'arrêtant brièvement à Alger pour débarquer des hommes le 14 novembre 1942.

## Empress of Canada

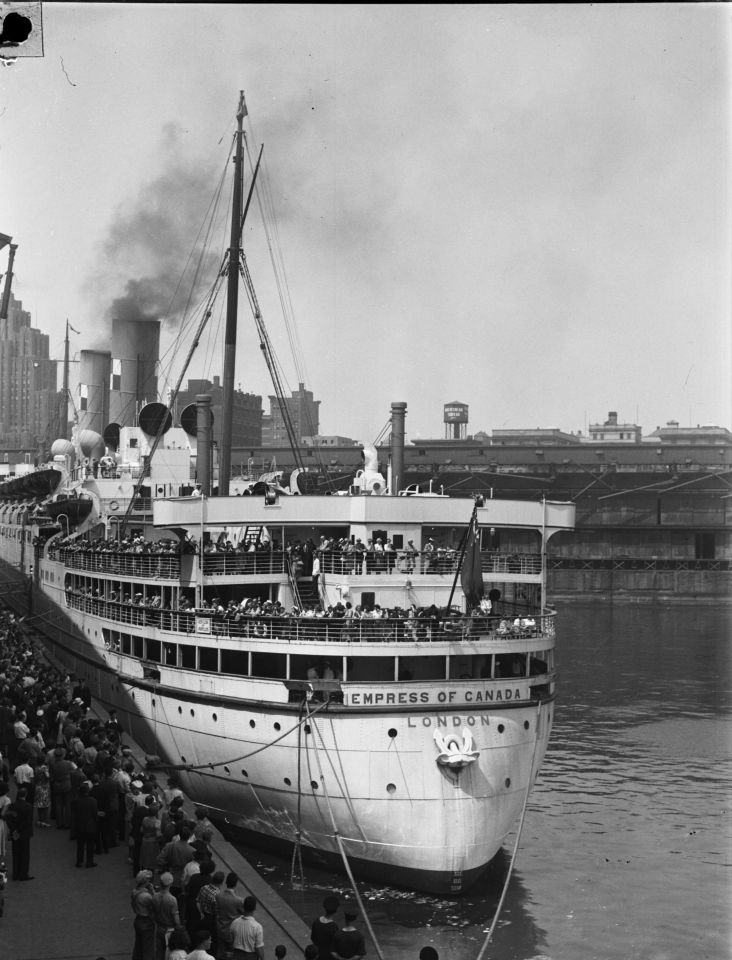
Empress of Canada au port de Montréal, juillet 1947.

Les pertes de guerre réduisent considérablement la flotte de la Canadian Pacific et, après la guerre, seule la liaison Liverpool-Montréal reprend. Les deux paquebots de classe « Duchess » qui ont survécu sont reclassées au rang d' « Empress » et sont réaménagés pour accueillir 400 passagers de première classe et 300 passagers touristiques (contre un total de 1 570 avant la guerre). En mai 1946, le Duchess of Richmond arrive au chantier naval Fairfield Shipbuilding and Engineering à Govan pour sa révision et son réaménagement. Une fois terminé, à savoir le 12 juillet 1947, il est rebaptisé Empress of Canada et prend le départ quatre jours plus tard pour le premier voyage Liverpool-Montréal d'après-guerre pour la Canadian Pacific.
Le 25 janvier 1953, l'Empress of Canada prend feu et s'incline contre le mur du quai de Gladstone Dock (en), à Liverpool. Remis à flot après avoir été redressé par un système de « parbuckling (en) ». Le printemps suivant, il est emmené à La Spezia, en Italie, où il est ferraillé. La difficulté de son renflouage a été comparée à celui du paquebot SS Normandie qui a chaviré dans le port de New York en 1942 et du cuirassé USS Oklahoma de la marine américaine qui a chaviré à Pearl Harbor en 1943.